# 戲說乾隆 (中視)
《戲說乾隆》是1991年中國電視公司八點檔古裝連續劇，飛騰電影公司与北京電影製片廠電視部製作，三個系列共42集，投資額共1,500萬港元，製作人周令剛，編劇宋項如，導演范秀明。

## 概要
《戲說乾隆》以清朝乾隆下江南一事为背景，阐述了一系列的恩爱情仇故事，也刻画了身为九五之尊的乾隆帝渴望自由、渴望爱情的一面；全劇分為三個單元：第一單元〈乾隆掃黑記〉，第二單元〈乾隆西遊記〉，第三單元〈乾隆失妾記〉。
《戲說乾隆》開拍，得益於當時台灣海峽兩岸關係冷戰解凍，成為台海兩岸戲劇製作方與兩岸三地演員第一部合拍劇。該劇首創於紫禁城、蘇州園林、寒山寺、京杭運河、承德避暑山莊等後來多被指定為世界文化遺產的實景進行拍攝。開啟1990年代後期清宮劇、戲說劇:28以及更晚的歷史穿越劇的先聲。
《戲說乾隆》中視首播期間為1991年5月15日至1991年7月10日，播映時間為星期一至五20:00～21:00；中視第一次重播期間為1994年2月21日至1994年4月21日，播映時間為星期一至五13:30～14:30；中視第二次重播（節目名稱為《戲說乾隆 精華版》）期間為1999年2月22日至1999年3月17日，播映時間為星期一至五20:00～21:00或21:30；中視第三次重播期間為2001年4月30日至2001年7月16日，播映時間為星期一至四10:00～11:00；中視第四次重播期間為2005年10月至2005年12月間(日期不詳)，播映時間為星期一至五15:30～16:30；中視第五次重播期間為2009年10月21日至2009年12月16日，播映時間為中視綜藝台星期一至五07:30～08:30。
中天綜合台播映《戲說乾隆》時，重新製作片頭與片尾，但沿用原片頭曲與原片尾曲。
2017年1月6日，YouTube頻道「台灣經典戲劇」（今「中視經典戲劇」）發布《戲說乾隆》中視官方完整版，重新製作字幕。

## 主要人物
- 乾隆 － 鄭少秋飾演 －  孫德成配音
- 春喜 － 江淑娜飾演 －  呂佩玉配音
- 寶柱 － 李冈飾演 －  石班瑜配音
- 賈六 － 周霆坤飾演 －  劉傑配音
- 曹大人 － 飾演 －  胡立成配音

## 各單元簡介

### 乾隆掃黑記（中國大陸版名為「江南除霸」）
劇情簡介
乾隆藉上朝之機洞悉了朝廷的貪汙腐敗，決定以假身分「四爺」微服私訪下江南。乾隆下江南途中遭遇官霸，欲將官霸扭送法辦，卻寡不敵眾；危難之際，得鹽幫幫主程淮秀相助。漁家女小魚兒駕船，送乾隆與程淮秀直下蘇州。在蘇州，乾隆砸了鹽漕總督索拉旺開的酒樓「紅袖招」，索拉旺藉機挑起鹽幫與漕幫之間的紛爭。乾隆化解鹽幫與漕幫之間的紛爭，生擒索拉旺，此時程淮秀卻決定離去。
人物
- 赵雅芝（台灣配音：崔幗夫）飾演程淮秀
- 张庭（台灣配音：劉小芸）飾演小鱼儿
- 徐明飾演索拉旺
- 李海興飾演李進
- 薛漢飾演江沱
- 飾演古香雲
- 黃冠雄飾演何騰
- 劉文斌飾演長纖
- 蘇國棟飾演焦浩
- 蔡中秋飾演趙辰坤
- 謝明燕飾演柳芳

### 乾隆西遊記（中國大陸版名為「西滇風雲」）
劇情簡介
乾隆以假身分「四爺」去承德避暑山莊散心，同時秘密調查苗族刺客的來歷。途中，乾隆結識俠女沈芳，她是被朝廷賜死的前督撫之女。沈芳欲刺殺乾隆，但不知四爺就是乾隆，而與乾隆一行人結下深厚感情。怒江大法師隨曇派出三個殺手，欲刺殺乾隆；乾隆從中了解雲南苗族「官逼民反」的情況，遠赴雲南。一番惡戰剿滅了隨曇，卻也讓沈芳知道四爺就是乾隆。
人物
- 趙雅芝飾演芳
- 薛漢飾演封
- 劉紅芳飾演恕妃
- 馬場飾演隨曇
- 蘇國棟飾演吳同青
- 八萬飾演喀拉
- 陳臻臻飾演李珍兒
- 蔡中秋飾演招明
- 劉文斌飾演巫師
- 黃冠雄飾演悟禪

### 乾隆失妾記（中國大陸版名為「宮幃驚變」）
劇情簡介
乾隆大壽之日將至，江南進貢上等刺繡，卻遭太行山綠林好漢岑九盜劫並送給江南刺繡女金無箴。春喜發現刺繡下落，告知乾隆。金無箴被打入天牢，乾隆卻為金無箴所動。為了營救金無箴，岑九擄走春喜。乾隆決定與岑九談判，以金無箴交換春喜。春喜回宮，金無箴卻只從天牢轉到乾隆書房「藻雲軒」。最後岑九歸順朝廷，被打入天牢。春喜幫助岑九與金無箴逃出皇宮，乾隆知情卻不予阻止。
人物
- 趙雅芝飾演金無箴
- 黃文豪飾演岑九
- 李欣飾演欽妃
- 薛漢飾演狄垣高
- 蘇國棟飾演師爺
- 黃冠雄飾演尤小全
- 李海興飾演陳九爺
- 丁仰國飾演石威
- 劉文斌飾演小頭目
- 趙子華飾演小瓜

## 幕後人員
- 製作（中視版）：飛騰電影公司
- 製作人（中視版）：周令剛
- 出品人（中國大陸版）：周令剛、李保平
- 監製（中國大陸版）：汝彬、王金陵
- 策劃：劉壽華、門自堅
- 編劇：宋項如
- 編審（中視版）：蔣子安
- 執行製作：劉文斌、陸保全、蕭平
- 導演：秀明
- 攝影：趙海、關慶武、張中平、才會民、田建民、邱明亮、侯匡仁、陳啟瑞
- 美工：楊予和、付德林
- 錄音：富國錄音
- 技術指導：金長標
- 視訊：黃和興
- 音訊：黃正賢、楊啟佑
- 燈光：韋聰文、李明勳
- 外景攝影：趙海
- 外景攝影助理：陳大慶
- 外景EFP：左新華
- 技術製作：劉建國、李荷
- 副導演：李信邦、青雅萍、仲偉榮、霍俊泉、王秀芬
- 化妝：張萬、劉秋香、房漪萍、于曉婷、王萬斌、裘莉娟
- 梳妝：邱秀英
- 頭飾：張月華
- 服裝設計：孔權開、孫煥香
- 道具：楊允明、金德、孫顏斌、劉正亮
- 照明：鄭進義、倪宗澤、孟繁記
- 置景：王澤生、王春朴、周文采、崔秀榮、劉西安
- 特技：江平
- 場務：劉金平、張權
- 煙火：王占祥
- 攝影助理：陳火慶、劉輝、趙志剛、田雨
- 服裝：劉芳、史玉蘭、胡玉林、王磊、劉美英、孫祖信
- 剪輯：李憲政
- 音效：黃茂山、郭英俊
- 照明助理：蔣彬、許志杰、劉君
- 武術指導：王圻生、李海興、林滿華
- 美術指導：賴鎮遠、賴玉庭
- 現場指導：蔡義敏
- 助理導播：賀香英
- 導播：蔡芳庭
- 字幕（中國大陸版）：劉暢、何磊
- 製片（中國大陸版）：羅桂平、周士昌
- 製片主任（中國大陸版）：馬喆、王連生
- 字幕提供（中國大陸版）：北京大洋圖像公司
- 聯合出品（中國大陸版）：北京電影製片廠電視部、飛騰電影公司
- 協助（中視版）：思恩視聽公司、台灣柯達股份有限公司
- 監製（中視版）：中國電視公司

## 音樂
- 片頭曲〈問情〉，由伊斯干達伊斯邁作曲、陳樂融作詞、蔡幸娟主唱。
- 片尾曲〈來生再續緣〉，由張方露作詞、王傑作曲兼主唱。
- 配乐之一來自德国新世纪音乐家卡努纳什的〈日本之春〉（Japanese Spring）。[3]
- 第一單元〈乾隆掃黑記〉以〈問情〉為片頭曲兼片尾曲。
- 片頭曲與片尾曲皆由Ricky Ho編曲（字幕未列名）。
- 過場片頭與乾隆出場背景音樂取自於日本音樂創作家渡邊宙明製作的樂曲〈離別〉（日语：別れ），收錄於1985年發表的OVA《戰鬥吧！！伊庫薩1》原聲帶。
- 《戲說乾隆》中國大陸版錄音帶由北京北影錄音錄像公司出版、新華書店總店音像發行所總發行。
- 還有一段片頭純演奏的部分，總長約1分58秒，目前找得到的只有1991年亞洲唱片發行的《黃金特輯3》（分為CDDA與卡式錄音帶版）有收錄。黃金特輯3參考圖片 背面 第一首 （页面存档备份，存于）黃金特輯3參考圖片 正面 （页面存档备份，存于）

## 榮譽與評價
- 1992年第27屆金鐘獎，《戲說乾隆》第一單元〈乾隆掃黑記〉入圍電視金鐘獎戲劇節目獎連續劇類，宋項如獲得電視金鐘獎編劇獎，李憲政入圍電視金鐘獎剪輯獎。
- 1993年中國電視金鷹獎，《戲說乾隆》獲得優秀合拍片獎。
- 《戲說乾隆》入選新加坡電視媒體評選20世紀（1970年－2000年）百部華語經典電視劇集。
- 2014年12月24日，網路溫度計評選七年級生最懷念八點檔連續劇，第十名是《戲說乾隆》[4]。
- 《戲說乾隆》評價兩端。部分人批評它不符合历史事實。清史专家戴逸在采访中曾说：“我看《戏说乾隆》，觉得除了乾隆的名字是真的，所有的都是假的。这不是个历史剧，它仅仅是娱乐片。好在名字就叫‘戏说’，人家也不会去误会。”所以他对此剧“比较容忍”[5]。但從電視劇集有關獎項給獎與媒體評論來看，該劇成功融合歷史、武俠與言情劇種，劇本與台詞典雅，演員演繹出色，服裝、道具、外景在1990年代初期已達相當精緻的水準，兼具戲劇藝術成就與娱乐性；成為華語影視作品中，中國歷史相關類型片的先聲[6]。或视为清宫剧之类型“戏说剧”的开山鼻祖[1]:28。

## 時空差異
- 〈乾隆掃黑記〉第一集，撲克牌賭博情節被質疑不合乎時代背景。撲克牌大約在19世紀末期傳入中國。
- 〈乾隆掃黑記〉第八集，乾隆說自己「真衰，真背」。此處之「衰」字發音同「雖」，為臺灣閩南語「倒楣」之意。

| 中視 星期一至五20:00～21:00 | 中視 星期一至五20:00～21:00               | 中視 星期一至五20:00～21:00 |
| --------------------------- | ----------------------------------------- | --------------------------- |
|                             | 戲說乾隆 （1991年5月15日－1991年7月10日） |                             |
| —                           | —                                         |                             |